# Cissy van Marxveldt
Setske de Haan, írói nevén Cissy van Marxveldt (Oranjewoud, 1889. november 24. – Bussum, 1948. október 31.) holland írónő.

## Életrajz
Egy iskolaigazgató lányaként született. 15 éves korában publikált először a Nieuwsblad van Friesland című lapban. Az érettségijére vakbélgyulladása miatt nem tudott elmenni. 1908-ban szülői engedéllyel külföldre mehetett, az angliai Conventry-ban egy háziorvosnál volt gyermekfelügyelő, akkor kapta a Cissy nevet. Egy ideig Bathban tanult egy bentlakásos iskolában, majd 1910 körül Amszterdamba költözött, ahol gyors- és gépírásból szerzett oklevelet. 1914-ben ismerte meg a nála négy évvel fiatalabb Leo Beek hadnagyot, akivel 1916. március 2-án házasságot kötött. 1916. december 15-én született meg első fiuk, Ynze, majd 1920. június 27-én Leo. 
1915-től a Panoramában publikált „Ans Woud”, „Betty Bierema” és „Cissy/Sissy van Marxveldt” név alatt. 1917-ben jelent meg első könyve Game and set! címmel, majd a következő évben a Het hoogfatsoen van Herr Feuer, amit amszterdami német főnöke ihletett. Harminchét éves korában agyvérzést kapott, amelynek következtében jobb oldala lebénult. Ekkor bal kezével folytatta az írást. 1944-ben Bussum be költözték, majd még ebben az évben férjét, aki az ellenállásnál működött, letartóztatták és kivégezték. A második világháború után egészségi állapota folyamatosan romlott, majd 1948-ban elhunyt. Sírja Amszterdamban található, a Zorgvlied temetőben.
Anne Frank a Joop ter Heul-sorozatban szereplő Kitty Franckenről nevezte el naplóját Kittynek.

## Könyvei
- Game – and set! (1917) (1923-ban Vriendinnen, 1950-ben Op eigen benen címmel adták ki)
- Het hoogfatsoen van Herr Feuer: herinneringen aan mijn Duitschen kantoortijd (1917)
- De H.B.S. tijd van Joop ter Heul (1919)
- Joop ter Heuls problemen (1921)
- Caprices (1922)
- De Kingfordschool (1922)
- Joop van Dil-ter Heul (1923)
- Het nieuwe begin (1924)
- Rekel (1924)
- De Stormers (1925) (1940 után Burgemeesters tweeling címmel jelent meg)
- Joop en haar jongen (1925)
- Kwikzilver (1926)
- Een zomerzotheid (1927)
- De Arcadia: een genoeglijke reis naar Spitsbergen (1928)
- De louteringkuur (1928)
- Herinneringen: verzamelde schetsen (1928)
- Marijke (1929)
- Confetti (1930)
- Puck van Holten (1931)
- De toekomst van Marijke (1932)
- Hazehart (1932)
- Marijkes bestemming (1934)
- De enige weg (1935)
- Pim 'de stoetel' (1937)
- Als het wintert... (1939)
- De dochter van Joop ter Heul (1946)
- Ook zij maakte het mee (1946)
- De blokkendoos (1950) (posztumusz kiadás)
- Mensen uit een klein dorp (1950) (posztumusz kiadás)

## Emléke
- A 10667 van Marxveldt kisbolygót róla nevezték el.